# Leopold Pötsch
Leopold Pötsch (18. listopadu 1853 – 16. října 1942) byl rakouský učitel dějepisu na gymnáziu v Linci a učitel Adolfa Hitlera.

## Život
Pötsch studoval na univerzitách ve Štýrském Hradci a ve Vídni. Později učil ve štýrskohradecké střední škole a na gymnáziu v Linci, kde pracoval i jako knihovník. Byl mimo jiné učitelem budoucího diktátora Adolfa Hitlera. Roku 1905 se stal ředitelem gymnázia. Kromě své učitelské kariéry působil v Linci jako vůdce komunit volební komise.
Byl přesvědčen o nadřazenosti německé kultury, nadšeným obdivovatelem císařského Německa a nacionalistou. Touto fascinací zaslepoval některé své studenty. Hitler se ve své knize Mein Kampf později vyjádřil o Pötschovi jako o "člověku, který byl rozhodující pro celý můj pozdější život".
Po svém odchodu do důchodu v roce 1919 opět žil v rodném Sankt Andrä, kde byl v letech 1931–1938 členem městské rady.
Ve 30. letech zřejmě změnil názor o Hitlerovi, možná pod dojmem noci dlouhých nožů v roce 1934. V roce 1937 se odmítl účastnit srazu žáků z Hitlerovy třídy. Byl členem Heimwehru, politických odpůrců nacistů.
Dne 16. října 1942 zemřel. Byl mu vystrojen státní pohřeb.